# Velacho
Designa-se por velacho uma das velas que se encontra no mastro de proa. Fica situada entre o traquete e o joanete.. É uma vela auxiliar normalmente utilizada em vento forte e favorável.